# Highland (Illinois)
Highland é uma cidade localizada no estado americano de Illinois, no Condado de Madison.

## Demografia
Segundo o censo americano de 2000, a sua população era de 8438 habitantes.
Em 2006, foi estimada uma população de 9373, um aumento de 935 (11.1%).

## Geografia
De acordo com o United States Census Bureau tem uma área de
16,6 km², dos quais 14,0 km² cobertos por terra e 2,6 km² cobertos por água. Highland localiza-se a aproximadamente 160 m acima do nível do mar.

## Localidades na vizinhança
O diagrama seguinte representa as localidades num raio de 16 km ao redor de Highland.